# Radiocidio
Radiocidio es como se conoce en Venezuela a la intervención estatal de 32 emisoras de radio y 2 de televisión ocurrida el 1 de agosto de 2009. Esta medida fue ordenada por el entonces director de la Comisión Nacional de Telecomunicaciones, Diosdado Cabello. Este hecho fue recibido como un acto de censura por diversas organizaciones no gubernamentales, gremios, y organismos internacionales.

## Antecedentes
Desde el golpe de Estado en Venezuela de 2002, el entonces presidente Hugo Chávez acusó en numerosas alocuciones en su programa Aló, Presidente que los medios eran manejados por un pequeño grupo de poderosos. Estos círculos cerrados, según, Chávez intentaban "sembrar matrices de opinión y terror a través de noticias falsas". En 2007, el cierre del canal de televisión RCTV, de tendencia opuesta al gobierno, generó protestas y denuncias por parte de la comunidad internacional, pues fue visto como un acto de censura. Organizaciones no gubernamentales como Espacio Público alertaban de que en el año 2008 se registraron 186 violaciones a la libertad de expresión. Estas violaciones tuvieron como a principales victimarios a Conatel, el SENIAT y la Guardia Nacional Bolivariana. También advirtieron que las violaciones contra los medios y sus trabajadores venía en una tendencia creciente. El discurso del Hugo Chávez se tornó más agresivo en el año 2009, amenazando abiertamente a los medios privados de ser menos tolerante con ellos.

## Causas
Según la institución pública, las causales del cierre fueron vencimiento de la concesión sin que se haya solicitado su renovación, muerte del concesionario original y cambio del titular de la concesión sin que se haya notificado y autorizado debidamente por la comisión de telecomunicaciones, entre otras. La cámara que agrupaba a las mayores radioemisoras del país. Representaba 40% del total. Las más conocidas de ellas eran las Circuito Nacional Belfort de Caracas y Valencia, que mantenían un circuito nacional con programación informativa y espacios de opinión críticos con el gobierno de Hugo Chávez. Sin embargo, otras de las afectadas eran emisoras que estaban casi extintas o habían pasado a transmitir por internet. “Es grato dirigirme a ustedes para notificarles que estarán fuera del aire”, decía la nota de Conatel a cada una de las 34 emisoras de radio, que por orden del presidente de Venezuela, Hugo Chávez, fueron clausuradas.

## Cierre de las emisoras

### Emisoras intervenidas
Las 34 emisoras cerradas fueron las siguientes:

#### Amazonas
- 1130 AM, Erasmo Núñez (renuncia del título por omisión de la solicitud de transformación según el artículo 210) - Actual frecuencia de RNV Activa.

#### Anzoátegui
- 970 AM, José Bringa, Barcelona - actual frecuencia de YVKE Mundial.
- 107,5 FM Órbita, Abel Cermeño - Actual frecuencia del Circuito Líder

#### Bolívar
- Ciudad Bolívar: 96,9 FM, Ramón Rafael Castro Mata - actual frecuencia del Circuito La Romántica (perteneciente al Circuito FM Center).

#### Carabobo
- Valencia: 100,1 FM, Nelson Belfort Dividin - Actual frecuencia de Wamma FM.
- Puerto Cabello: 98,3 FM, Pedro Ezequiel Listuit - Actual frecuencia de Rumbera Networks.

#### Caracas
- CNB 102,3 FM, Rosa Rodríguez de Huescáfore - actual Salsa Caribe
- 92.9 Tu FM, Ruben Nesteares - actual Show Ven Radio
- Radio Caracas Radio, 750 AM - actual frecuencia de audio del canal Telesur.

#### Delta Amacuro
- Tucupita: 1270 AM, Socrates Hernández - actual señal repetidora de Oceánica 98.5 FM.

#### Falcón
- Punto Fijo: CNB 100,1, Nelson Belfort Dividin - actual frecuencia de Amanecer FM (corte evangélico)
- Punto Fijo: 96,1 FM, Ramón Jesús Méndez - actual frecuencia de carirubana FM

#### Guárico
- 99,1 FM, Bernando José Donaire - actual frecuencia de Dimensión FM.

#### Mérida
- 106,3 FM, Rubén Antonio Chirinos - actual frecuencia de YVKE Mundial.

#### Miranda
- 1520 AM, Guillermo Obel Mejías - actual frecuencia de Radio Deportes Unión Radio.
- Emisora FM, Guillermo Obel Mejías - actual frecuencia de Play FM.
- 1550 AM, Monseñor Bernando Heredia (extinción por fallecimiento) - actual repetidora de Shofar 100.5 FM.
- 97,1 FM, Monseñor Bernando Heredia - actual frecuencia de Radio Feeling.
- 92,1 FM, Gabriel Robinson, Charallave - actual repetidora de Alba Ciudad 96.3 FM.
- 1230 AM, Radio Barlovento, Caucagua - actual repetidora de Morena Libre FM (emisora comunitaria).
- 96,9 FM, Carlos Herci, El Hatillo - actual frecuencia de Radio Ecológico.

#### Nueva Esparta (Porlamar)
- 99,1 FM, Arturo Gil Escala - actual frecuencia de Super Stereo.
- 92,9 FM, Ramón Borra Gómez - actual repetidora de YVKE Mundial.
- 1140 AM, Sucesión Pedro Sosa Guzmán - actual frecuencia de YVKE Mundial.

#### Portuguesa
- 1170 AM, Ramón Ramírez Meléndez, Acarigua - actual frecuencia de Soberana FM.

#### Sucre
- 103,3 FM, Luis Salazar Núñez - actual RNV Activa
- 600 AM, Luis Salazar Núñez - actual repetidora de Radio Guacharaca.

#### Táchira
- 730 AM, Modesto Marchena - actual emisora repetidora de una emisora colombiana.
- 94,5 FM, Arturo Álvarez Leal - actual frecuencia de YVKE Mundial.

#### Vargas
- Canal 26 UHF, Catia La Mar.
- 106,9 FM, Alcides Delgado - actual Ondas de Victoria

#### Zulia
- 105,1 FM, Guido Briceño - actual frecuencia de La Radio 105,1 FM.
- 102,1 FM, Luis Guillermo Gouvea - actual frecuencia de YVKE Mundial.
- 1430 AM, Ciro Ávila Moreno, Ciudad Ojeda - actual repetidora de YVKE Mundial.
- 1300 AM, Moisés Portillo, Santa Cruz de Mar - actual frecuencia de Radio Deportiva.

## Libertad de expresión
Según datos oficiales, de las 472 estaciones que operan en el país, 79 son propiedad del Estado y 243 son comunitarias. Entre estas, el 59% transmiten en frecuencia modulada y el 51% restante, en onda media y forman parte de alguna cadena de radio. La más grande de todas pertenece al Estado: Radio Nacional de Venezuela, que agrupa a 73 emisoras.[cita requerida]
Pero la ideología de la revolución chavista sostiene que deben ser más las emisoras que estén en manos del “pueblo” y que para ello, hay que “quitarle” las concesiones a las grandes cadenas y entregárselas a las organizaciones comunitarias financiadas por el Estado.[cita requerida]
Para esa fecha[¿cuál?] el director de Conatel, Diosdado Cabello, manifestó que la revocación de las concesiones estaba relacionada con la “potestad legítima” del gobierno que maneja el espectro radioeléctrico. Lo asumió como una decisión de democratizar este espacio y ofrecérselo a quienes no tienen la oportunidad.[cita requerida]

## Denuncias internacionales
La Sociedad Interamericana de Prensa emitió una nota de prensa en la que calificaba la medida de un arma sutil para amenazar la libertad de prensa en Venezuela. La Comisión Interamericana de Derechos Humanos emitió un comunicado de prensa el 3 de agosto de 2009, apenas tres días después de la intervención de las emisoras, en el cual señaló:

“En las decisiones que revocan los permisos o licencias, se habría argumentado razones técnicas relativas al masivo incumplimiento de algunas disposiciones de la ley de telecomunicaciones. Por otro lado, la CIDH recibió información de que las autoridades habrían anunciado como una de las razones para proceder a los cierres que se trata de emisoras que “juegan a la desestabilización de Venezuela… La CIDH expresa su preocupación por la existencia de elementos que sugieren que la línea editorial de estos medios habría sido una de las motivaciones para el cierre de estas radioemisoras.”